# بششت
بششت (به آلمانی: Bechstedt) یک شهر در آلمان است که در زارفلد-رودلشتات واقع شده‌است. بششت ۱۶۹ نفر جمعیت دارد.